# 59 Aurigae
59 Aurigae, som är stjärnans Flamsteed-beteckning, är en ensam stjärna i den mellersta delen av stjärnbilden Kusken, som också har variabelbeteckningen OX Aurigae. Den har en genomsnittlig skenbar magnitud på ca 6,10 och är mycket svagt synlig för blotta ögat där ljusföroreningar ej förekommer. Baserat på parallax enligt Gaia Data Release 2 på ca 6,7 mas, beräknas den befinna sig på ett avstånd på ca 483 ljusår (ca 148 parsek) från solen. Den rör sig bort från solen med en heliocentrisk radialhastighet av ca 1 km/s.

## Egenskaper
59 Aurigae är en gul till vit stjärna i huvudserien av spektralklass F2 V. Den har en massa som är ca 2,5 solmassor, en radie som är ca 5,7 solradier och utsänder ca 64 gånger mera energi än solen från dess fotosfär vid en effektiv temperatur på ca 6 800 K.
59 Aurigae eller OX Aurigae, är en pulserande variabel av Delta Scuti-typ (DSCT), som varierar mellan visuell magnitud +5,94 och 6,14 med en period av 0,154412 dygn eller 3,7059 timmar.